# ASRAAM飛彈
ASRAAM飛彈（Advanced Short Range Air-to-Air Missile，直譯：先進短程空對空飛彈，也音译为阿斯拉姆导弹）是一款英國開發的紅外線導引空對空飛彈。ASRAAM飛彈起源於1980年代由英國與西德的合作項目，但德國在中途退出並最終由英國獨立完成，美國曾給予該研發項目AIM-132的國內產品編號，並一度想用於替換AIM-9響尾蛇飛彈，但最終在國內軍工複合體的壓力下無疾而終，目前ASRAAM飛彈在英國皇家空軍、澳大利亞皇家空軍等多國的軍隊中裝備。

## 歷史

### 背景
ASRAAM專案技術的起源可追溯至1968年霍克·西德利飛機公司的追跡犬飛彈研發計劃（後更名為SRAAM）。北約國家總結越戰中的空戰經驗，發現當時以AIM-9響尾蛇飛彈為主的早期紅外線導引空對空飛彈面臨兩個問題：導引頭視野狹窄使目標容易通過橫向機動逃出視野外；火箭燃料用完後飛彈機動能力將急遽降低。為此新的追跡犬飛彈將需要具有廣視野及高機動能力，此飛彈將使用新型廣角視野的導引頭，並於尾部噴嘴裝上6片扇葉，通過調整特定方向扇葉的開合以調整噴氣推力方向，以獲得強大的橫向機動能力，這使追跡犬成為最早採用推力向量控制設計的飛彈。1972年，英國國防部與霍克·西德利飛機公司簽署第一份SRAAM飛彈的採購合約，然而在1974年，英國將用於此合約的預算轉移為天閃空對空飛彈的研發資金，而使SRAAM飛彈降級成技術展示項目。同時間，美國也在進行AIM-95飛彈的開發計畫，雖然運用的技術不同，但改良的目標類似，而該計畫在1975年終止。另一個類似的計畫則是西德的毒蛇飛彈，但同樣也在1974年終止。這些專案的替代品為AIM-9響尾蛇飛彈的L型號，其使用改良的導引頭與火箭引擎，儘管改良幅度不夠大，但對1970年代的北約國家已經足夠。

### 開發
1980年，美、英、德、法簽署了一份諒解備忘錄以合作開發新型空對空飛彈，美國負責名為先進中程空對空飛彈的項目，以取代中程半主動雷達導引的AIM-7麻雀飛彈，歐洲三國組成的團隊則開發名為先進短程空對空飛彈的項目，以取代短程紅外線導引的AIM-9響尾蛇飛彈，最後兩邊再互相採購彼此的新型武器。法國雖然簽署了該備忘錄，但仍於1982年委託馬特拉開發一款兼顧短程空中格鬥及中程視距外作戰能力的空對空飛彈，即後來的雲母飛彈。歐洲團隊的主要領導者英國貝宜動力公司和德國博登湖設備技術有限公司為此成立了一家合資公司，並各自承擔42.5%的工作量，剩餘的加拿大佔10%、挪威佔5%。美國將這種飛彈的國內版本命名為AIM-132 ASRAAM。此後博登湖設備進行新型紅外導引頭的開發，貝宜動力則負責其他部分，英國為貝宜動力重啟了SRAAM飛彈的部分項目，並將技術資料及經驗大量運用到此開發項目上。
然而，在80年代蘇聯迅速衰弱及歐洲經濟復甦後，歐美國家之間的工業界角力迅速白熱化，進而導致合作企劃瀕臨破局。1987年，美國要求ASRAAM飛彈必須使用AIM-9響尾蛇飛彈的掛架、而非歐洲團隊新研發的飛彈支援設備（Missile Support Unit），這種設備是一種安裝於掛架上的適配器，內建歐洲戰機頭盔瞄準系統的電子介面和導引頭冷卻設備，可使多種飛機僅通過最低限度的改造便能使用ASRAAM飛彈。在更改設計後，美國又迫於國內軍事工業界的壓力，要求歐洲盟友認購部分開發中的AIM-9X響尾蛇飛彈訂單，否則美國可能會改採購AIM-9X飛彈以滿足國內軍事企業的訂單要求。
西德國防部在80年代末委託IABG測試公司調查在存在現代空中預警機、雷達感測器和遠程飛彈的情況下，雙方軍機接近至視距內的可能性。結果大量的模擬數據證明此機率相當大：由於現代飛機的匿蹤技術不斷進步，在當時空中情勢不明確、具有大量來自不同國家不同型號的飛機、並且識別能力有限的情況下，飛行員通常難以避免與已偵測但未正確識別的戰機接近至視距內。這與ASRAAM飛彈不斷提升發射距離，以將目標於視距外摧毀的發展方向產生鮮明對比。
由於西德認為ASRAAM飛彈的作戰理念已經過時，1989年7月西德退出ASRAAM計劃，而英國則決定獨自領導團隊研發出更先進的紅外線導引頭，1980年的諒解備忘錄體系基本解體。1990年10月兩德統一後，西德接收了前東德國家人民軍空軍裝備的米格-29A戰鬥機以及R-73飛彈。經過測試後，德國軍方發現R-73飛彈的性能比北約之前預估的要強大許多。它在所有性能參數上都遠遠優於當時的北約同類產品AIM-9L/M響尾蛇飛彈，尤其是其有效射程、機動性以及高達±40°的離軸攻擊能力。

### 重新設計
1989年7月西德退出計劃後，英國決定以英國皇家空軍的需求來重新設計ASRAAM飛彈，並於該年8月發布新的導引部件招標案。同年10月，休斯飛機公司聖芭芭拉研究中心（Santa Barbara Research Centre）開發的新型焦平面陣列紅外成像導引頭設計贏得該招標案，該設計為128×128像素的銻化銦焦平面凝視陣列，使用海曼提克提供的焦耳-湯姆孫式壓縮冷卻器，以儲氣筒中的氬氣、氮氣等壓縮氣體將導引頭冷卻至80K以降低背景熱源干擾，使其可靈敏偵測0.5至5.4微米波段的紅外光線，另外該設計也使用雙軸萬向節轉動攝像頭，使飛彈具備高離軸攻擊能力。1992年，英國授予貝宜動力一份當時價值5.70億歐元（7.86億美元）的開發合約。1996年6月，美國在國內工業和政治遊說以及歐洲經濟復甦的壓力下結束測試並放棄ASRAAM計劃。
1998年末，英國皇家空軍收到第1枚交付的ASRAAM飛彈，並裝備於颱風戰鬥機、鷂式II型戰鬥機和龍捲風戰鬥轟炸機上，但由於舊式戰機只有類比介面，使得龍捲風ADV F3型攔截戰鬥機無法使用ASRAAM飛彈的數位頭盔瞄準功能。1998年2月，在對改進型ASRAAM飛彈、拉斐爾巨蟒四型飛彈和雷神AIM-9X飛彈進行評估後，澳洲皇家空軍選擇使用ASRAAM飛彈作為其F/A-18黃蜂式戰鬥攻擊機的武裝。然而，英國國防部更換了原先貝宜動力提供的、以米格-29戰鬥機為原型的電腦模型，並將最佳瞄準點從最初首選的飛機座艙蓋轉移到了噴氣管和引擎排氣口之間，從而發現新模型演算出的飛彈殺傷機率出現顯著的下跌，為此馬特拉-貝宜動力與英國國防部之間展開了爭論，最終國防部和MBDA商定開發一款名為“區間”（Interval）的改進模型以用於驗證飛彈性能。2001年4月，時任英國國防採購國務大臣的西蒙斯女爵於新聞稿中宣布將在ASRAAM飛彈達到驗收標準前中止接收裝備。2002年初，英國國防部完成ASRAAM飛彈的驗收作業並讓其重新服役。2009年3月，澳洲皇家空軍使用ASRAAM飛彈對位於發射飛機後方的標靶進行發射後鎖定及慣性導航功能的測試並取得首次成功。
2016年8月，英國決定耗資2.39億美元改良和購買國產的ASRAAM飛彈給即將服役的F-35B戰機使用。2017年3月15日，MBDA宣佈F-35首次試射ASRAAM飛彈成功。2017年6月，英國空軍將為佈署在敘利亞區域的龍捲風戰機裝備ASRAAM飛彈以因應俄羅斯的威脅。

## 特性
英國皇家空軍對ASRAAM飛彈的設計需求為在儘可能遠離敵機的範圍外摧毀目標，比起同時期的AIM-9X、IRIS-T、A-Darter和巨蟒四型飛彈採用燃氣舵等推力向量控制技術來獲得高機動性能，ASRAAM飛彈選擇以增加翼面及彈體升力來提升飛彈靈活性，從而避免燃氣舵增加飛行阻力的問題。相較於僅有35g最大橫向加速度的AIM-9M響尾蛇飛彈，ASRAAM飛彈能進行大約60g的橫向機動，另外相對於響尾蛇飛彈127毫米寬的彈體，此飛彈高達166毫米寬的加大彈體使其推力顯著增加了70%。ASRAAM飛彈導引頭的目標鎖定範圍大約為AIM-9M響尾蛇飛彈的2倍，同時也具有高達±90°的離軸攻擊能力，搭配頭盔顯示器及慣性導航系統，使ASRAAM飛彈能攻擊位於正後方的目標。並且能區分攻擊目標的紅外圖像與熱誘彈，甚至能選擇攻擊的目標部位，使其獲得很好的反紅外對抗措施能力。ASRAAM飛彈的航程可達到50（31英里），其戰鬥部的引信為索恩·EMI（後該業務轉售給達利斯集團）提供的雷射近炸引信，以避免無線電引信受到敵方電子作戰飛機干擾的情況。

## 衍生型號

### ASRAAM P3I
ASRAAM P3I（pre-programmed product improved，預編程產品改進型）為1995年貝宜動力和休斯飛機公司為了競標美國AIM-9X響尾蛇飛彈研發案所提出的聯合設計，主要競爭者為舊響尾蛇飛彈型號的生產商雷神公司。當時兩個投標團隊都提出了彈體直徑為127毫米或160毫米以上的兩種設計，其中貝宜和休斯的166毫米設計改裝自ASRAAM飛彈，其使用更大型的戰鬥部，並在尾部採用推力向量控制裝置以提升機動性，但有效作戰範圍可能因此降低。1996年，最終美國選擇了休斯改裝自響尾蛇飛彈的127毫米設計，但隔年雷神公司便以95億美元的金額將休斯飛機公司收購。休斯飛機公司曾意圖以此設計競標英國的未來中程空對空飛彈計劃（future medium-range air-to-air missile，即後來的流星导弹），但英國國防部表示不會進一步接受該提案。

### ASRAAM Block 6
ASRAAM Block 6（第6生產批次型號）是根據性能維持計劃開發的標準型號，於2022年4月列裝於颱風戰鬥機，並將於2024年裝備於F-35戰鬥機。ASRAAM第6生產批次型號飛彈使用更新型的電子系統、智能近炸引信及火箭引擎，並將原本的外部冷卻裝置改裝為內置於飛彈的設計。另外原本由休斯生產的導引頭被替換為具有更高解析度的英國國產導引頭。由於取消了美國製造的組件，使得此型號飛彈的出口不會受到美國的國際武器貿易條例限制。

### CAMM防空飛彈
在2007年9月的國際國防與安全設備會議上，英國國防部宣布資助MBDA英國部門的一項研究，以調查可用於取代預計於2020年左右退役的輕劍防空飛彈的產品，最後決定為可以與ASRAAM飛彈兼用零組件的、CAMM飛彈（Common Anti-Air Modular Missile，通用防空模組化飛彈）家族的天刀（Sky Sabre）防空系統。CAMM飛彈與ASRAAM兼用的零組件包括MBDA羅克塞爾（Roxel）的低煙火箭引擎、達利斯的戰鬥部和近炸引信，新配備的部件則包括新型電子設備、主動雷達導引頭和數據鏈路，因此發射飛彈的武器平台可以在飛彈飛行途中修正其目標或航向。CAMM飛彈於2018年開始服役，並有多款使用於不同環境的型號出售給多個國家使用，具有許多已上市或正在開發的衍生型號。

## 作戰紀錄

### 英國
2021年12月14日，一架英國皇家空軍的颱風戰鬥機在敘利亞南部用ASRAAM飛彈擊落了一架可能來自伊斯蘭國的無人機。這是自福克蘭戰爭以來英國軍隊首次擊落敵方軍機。

### 烏克蘭
據報導，於烏克蘭軍隊中服役的ASRAAM飛彈發射車的攔截成功率高達90%。2024年5月7日發布的影片顯示烏克蘭的ASRAAM飛彈發射車首次被柳葉刀無人機摧毀。

## 使用國
- 英国：英國皇家空軍海獵鷹、龍捲風戰機、歐洲2000、F-35B
- ：皇家澳大利亞空軍F/A-18
- 印度：計畫為52架幻象2000戰鬥機進行升級以攜帶此種飛彈，計畫已於2007年開始。[42]2014年7月，印度授予MBDA一份價值4.28億美元的合約，以採購384枚用於美洲豹攻擊機的飛彈，其中該合約也包括為印度空軍的蘇愷-30MKI戰鬥機及光輝戰鬥機集成ASRAAM飛彈。[19]
- 乌克兰：2023年8月，有消息指出烏克蘭已獲得未知數量的ASRAAM飛彈發射車。該防空系統與天刀防空系統不同，由MBDA和國防部聯合團隊開發，被烏克蘭軍隊用於短程防空以應對俄羅斯的空中威脅，如直升機、巡弋飛彈和见证者-136无人机等。該發射車可能為一輛安裝在SC集團（英语：SC Group）6x6全地形車（英语：All Terrain Mobility Platform）背面的雙聯裝發射器，並以鷹眼光電設備提供飛彈導引。與已經捐贈的星光防空飛彈相比，ASRAAM飛彈具有自主導引能力。[43][44]

### 未來使用國
- 、 阿曼：卡達及阿曼已選擇ASRAAM第6生產批次型號飛彈為本國颱風戰鬥機的武裝。[19]

### 前使用國
- ：皇家澳大利亞空軍F/A-18A/B黃蜂式戰鬥攻擊機。在F-18A/B退役後澳洲空軍選擇為F/A-18F、EA-18G 和F-35A裝備AIM-9X響尾蛇飛彈。[45][46]

### 引文
1. 1 2  Beale, Jonathan. . BBC News. 16 December 2021. （原始内容存档于16 December 2021）.
2. 1 2 3 4 5  Barrie 2002b，第27頁.
3. 1 2  Lake 2021，第34頁.
4. ↑  .   [3 October 2006]. （原始内容存档于3 October 2006）.
5. 1 2 3  Barrie 2002a，第44-45頁.
6. 1 2  Gibson & Buttler 2007，第49頁.
7. ↑  . Flight: 1742.   [11 May 2024]. （原始内容存档于7 January 2018）.
8. ↑  Gibson & Buttler 2007，第50頁.
9. ↑  Lake 2021，第33頁.
10. 1 2 3 4  Kopp, Carlo. . Air Power Australia. January 1998, 4 (4)  [12 December 2011]. （原始内容存档于6 December 2006）.
11. 1 2 3  . 5 November 2022  [21 July 2023]. （原始内容存档于24 September 2023）.
12. 1 2  . Europaeische Sicherheit. 2008  [13 July 2014]. （原始内容存档于5 June 2008）.
13. 1 2  BGT 1996，第34頁.
14. ↑  Krause 1995，第253頁.
15. ↑  . Think Defence.   [5 September 2018]. （原始内容存档于31 May 2021）.
16. ↑  . Rosoboronexport.   [2 February 2020]. （原始内容存档于2023-05-28）.
17. 1 2  . Flightglobal. 1 January 1997  [5 September 2018]. （原始内容存档于5 September 2018） （英国英语）.
18. ↑  Cook 2001，第6頁，原文：“"The Ministry of Defence has made it clear," a terse release stated, "that it will only take delivery of the missiles when it can be shown that an acceptable standard can be met."”
19. 1 2 3 4  Lake 2021，第36頁.
20. ↑  . Your Industry News. 9 March 2009  [10 March 2009]. （原始内容存档于13 June 2017）.
21. ↑  . 16 August 2016  [3 July 2017]. （原始内容存档于30 October 2017）.
22. ↑  . 15 March 2017  [3 July 2017]. （原始内容存档于24 July 2017）.
23. ↑  . 25 June 2017  [3 July 2017]. （原始内容存档于25 June 2017）.
24. ↑  Richardson 1997，第36頁.
25. ↑  Dupont 1998，第42頁.
26. 1 2  Robinson 2010，第74頁.
27. ↑  Robinson 2002，第56頁.
28. ↑  Robinson 2002，第54頁.
29. ↑  . Science & Technology (documentary). jaglavaksoldier.   [10 July 2009]. （原始内容存档于18 June 2014） –YouTube.
30. ↑  . YouTube.   [19 May 2015]. （原始内容存档于30 November 2015）.
31. ↑  Cook 1996，第39頁.
32. ↑  PELTZ, JAMES F. . Los Angeles Times. 1997-01-17  [2021-07-12]. （原始内容存档于2020-08-15）.
33. ↑  Allison, George. . UK Defence Journal. 2 May 2022  [2 May 2022]. （原始内容存档于2 May 2022）.
34. ↑  Allison, George. . UK Defence Journal. 22 October 2021  [24 October 2021]. （原始内容存档于24 October 2021）.
35. ↑  . 2 May 2022  [2 May 2022]. （原始内容存档于2 May 2022）.
36. 1 2  . Defense update.   [27 December 2007]. （原始内容存档于5 September 2008）.
37. ↑  . thinkdefence.co.uk.   [8 April 2018]. （原始内容存档于22 March 2018）.
38. ↑  . Aviation Week Network.   [2024-01-05]. （原始内容存档于2024-02-18）.
39. ↑  . GOV.UK.   [2024-01-09]. （原始内容存档于2024-04-06） （英语）.
40. ↑  .   [2024-05-16]. （原始内容存档于2022-05-10）.
41. ↑  .   [2024-05-16]. （原始内容存档于2024-05-11）.
42. ↑  "Missile Mirage"，Aviation Week & Space Technology，2007年1月1日。
43. ↑  Newdick, Thomas; Rogoway, Tyler. . The Drive. 4 August 2023  [5 August 2023]. （原始内容存档于4 August 2023）.
44. ↑  .   [2023-08-06]. （原始内容存档于2023-08-07）.
45. ↑  . ASRAAM entered service with the Royal Australian Air Force on the F/A-18A/B Hornet over a decade ago and will continue to serve until the aircraft goes out of service.

### 書目
- （英文）Barrie, Douglas. . Aviation Week & Space Technology. Vol. 156 no. 4. 28 January 2002: 44–45. ISSN 0005-2175.
- （英文）Barrie, Douglas. . Aviation Week & Space Technology. Vol. 157 no. 13. 23 September 2002: 27. ISSN 0005-2175.
- （英文）Cook, Nick. . Interavia Business & Technology. Vol. 51 no. 602. August 1996: 39. ISSN 1423-3215.
- （英文）Cook, Nick. . Interavia Business & Technology. Vol. 56 no. 653. May 2001: 6. ISSN 1423-3215.
- （英文）Dupont, Jean. . Interavia Business & Technology. Vol. 53 no. 616. January 1998: 42. ISSN 1423-3215.
- （英文）. Interavia Business & Technology. Vol. 51 no. 600. May 1996: 34. ISSN 1423-3215.
- （英文）Gibson, Chris; Buttler, Tony. . Midland Publishing. 2007. ISBN 9781857802580.
- （英文）Krause, Keith. . Cambridge University Press. 25 August 1995. ISBN 0521558662.
- （英文）Lake, Jon. . Armada International. No. 2. April 2021: 32–36. ISSN 0252-9793.
- （英文）Richardson, Doug. . Interavia Business & Technology. Vol. 52 no. 611. 1997: 36. ISSN 1423-3215.
- （英文）Robinson, Tim. . Military Technology. Vol. 26 no. 7. July 2002: 50–58. ISSN 0722-3226.
- （英文）Robinson, Tim. . Military Technology. Vol. 34 no. 7. 2010: 70–78. ISSN 0722-3226.